# Рогачевский, Самуил Миронович
Самуил Миронович Рогачевский (26 мая 1900 года — 24 июля 1990 года) — советский военачальник, генерал-лейтенант (11.07.1945).

## Биография
Родился Самуил Миронович Рогачевский в городе Сумы Харьковской губернии в еврейской семье.
В июне 1919 года С. М. Рогачевский вступил в РККА, с того же года член ВКП(б). В 1919—1921 годах участвовал в Гражданской войне.

### Между войнами
После войны С. М. Рогачевский остался на военной службе. В 1922 году окончил 52-е Кременчугские пехотные командные курсы, командовал курсантской ротой в Одесской пехотной школе, в 1924 году окончил 6-ю Харьковскую пехотную школу, служил в РККА на различных должностях, в 1936 году окончил Военную академию им. Фрунзе, был назначен помощником начальника разведки отдела Киевского военного округа. В январе 1939 года С. М. Рогачевский назначен начальником оперативного отдела 15-го стрелкового корпуса, в августе 1939 года — начальником штаба 124-й стрелковой дивизии.

### Великая Отечественная война
В начале Великой Отечественной войны полковник С. М. Рогачевский находился в отпуске, на лечении в санатории Саки, в Крыму. Узнав о начале войны, он сразу же убыл в свою часть, но добраться до неё не удалось. 25 июня 1941 года С. М. Рогачевский прибыл в Ровно, где его прикомандировали к оперативному отделу штаба 5-й армии, с начала июля 1941 года — начальник оперативного отдела штаба 6-й армии, но в том же месяце он был переназначен начальником штаба 37-го стрелкового корпуса в составе 6-й армии. В июле—августе 1941 года корпус участвовал в сражении под Уманью, в ходе которого попал в окружение и был разгромлен. С. М. Рогачевскому удалось выйти из окружения, в сентябре управление корпуса было расформировано, а С. М. Рогачевский был назначен вр.и.д. начальника гарнизона боевого участка Ахтырка.
1 октября 1941 года С. М. Рогачевский становится командиром 169-й стрелковой дивизии, которой командует до 20 января 1942 года и с 28 февраля 1942 года по 25 сентября 1942 года. Д.И. Рябышев вспоминал: 

«169-я стрелковая дивизия, которой командовал полковник С. М. Рогачевский, закалилась в зимних боях. Это соединение совместно с 226-й стрелковой дивизией не давало гитлеровским головорезам отсиживаться в тепле, выбило оккупантов из Рубежного, Викнино, Верхнего Салтова, улучшило свои позиции на западном берегу Северского Донца, нанесло врагу большие потери и захватило богатые трофеи. Полковник С. М. Рогачевский показал себя знающим, опытным командиром. Проведённые под его руководством частные операции требовали больших организаторских способностей, тонкого знания тактики и психологии противника, умения вовремя вывести свои войска из-под удара врага. Рогачевский продемонстрировал эти качества. В результате было подсчитано, что 169-я стрелковая дивизия нанесла неприятелю потери в четыре раза большие, чем понесла сама».— Рябышев Д. И. Первый год войны.
25 сентября 1942 года С. М. Рогачевский был назначен начальником штаба 28-й армии, на этом посту до конца войны. Участвовал в Сталинградской битве, Донбасской, Мелитопольской, Никопольско-Криворожской, Березнеговато-Снигиревской, Белорусской, Восточно-Прусской, Берлинской и Пражской операциях.
После победы над Германией, С. М. Рогачевский назначается начальником штаба 36-й армии (Забайкальский фронт), участвует в Маньчжурской операции Советско-японской войны.

### После войны
С апреля 1946 по март 1949 года С. М. Рогачевский — начальник штаба Архангельского военного округа, в 1950 году окончил Высшие академические курсы (ВАК) при Академии Генштаба, по окончании которых назначен начальником кафедры оперативного искусства Военной академии тыла и снабжения. И. М. Голушко, учившийся в академии, вспоминал: 

«Интересными, одаренными людьми были и другие преподаватели академии. В частности, очень многое делал, чтобы привить нам живой интерес к оперативному искусству, генерал-лейтенант С. М. Рогачевский, бывший в годы войны начальником штаба общевойсковой армии. Выше среднего роста, моложавый и стройный, он производил впечатление уже одной своей выправкой, подчеркнутой собранностью и аккуратностью. Во взаимоотношениях со слушателями был официален, но доброжелателен. Его лекции и групповые упражнения также изобиловали примерами из истории Великой Отечественной войны. Повышая поучительность, это вносило в занятия определённую живость. Рогачевский умел доходчиво преподнести и новые вопросы оперативного искусства, возникающие в связи с военно-техническим прогрессом в армии и на флоте».— Голушко И. М. Солдаты тыла.
С октября 1961 года — в запасе.
Умер 24 июля 1990 года в Ленинграде, похоронен на Северном кладбище Санкт-Петербурга.

## Звания
- полковник
- генерал-майор — 30.05.1942
- генерал-лейтенант — 11.07.1945

## Награды
СССР
- орден Ленина — 21.02.1945
- три ордена Красного Знамени (27.03.1942, 03.11.1944, 1949)
- орден Кутузова I степени (19.04.1945)
- орден Богдана Хмельницкого I степени (29.05.1945)
- орден Суворова II степени (19.03.1944)
- три ордена Кутузова II степени (31.03.1943, 23.07.1944, 08.09.1945)
- два ордена Отечественной Войны I степени (21.10.1943, 06.04.1985)

- медали, в том числе:
- «XX лет Рабоче-Крестьянской Красной Армии» (1938)
- «За оборону Сталинграда»
- «За победу над Германией в Великой Отечественной войне 1941—1945 гг.»
- «За победу над Японией»
- «За взятие Кёнигсберга»
- «За взятие Берлина»
- «Ветеран Вооружённых Сил СССР»

- знак «50 лет пребывания в КПСС»